# دوشان پتکوویچ (بازیکن فوتبال، زاده ۱۹۰۳)
دوشان پتکوویچ (انگلیسی: Dušan Petković؛ ۱۳ آوریل ۱۹۰۳ – ۲ دسامبر ۱۹۷۹) بازیکن فوتبال اهل یوگسلاوی بود.
از باشگاه‌هایی که در آن بازی کرده‌است می‌توان به باشگاه فوتبال یوگسلاویا و باشگاه ورزشی مون‌پلیه اشاره کرد.
وی همچنین در تیم ملی فوتبال یوگسلاوی بازی کرده‌است.